# Rikard od Sv. Viktora
Rikard od Sv. Viktora (Škotska, oko 1110. – Pariz, 1173.) bio je škotski teolog i filozof.
Bio je učenik i sljedbenik Huga od Sv. Viktora. Naslijedio ga je kao upravitelj škole u samostanu sv. Viktora (Saint-Victor) u Parizu. Bavio se teorijom i sistematizacijom mistike te je utjecao na kasniju skolastiku. Rrazlikovao je tri stupnja: čovjekov napor, djelovanje božanske milosti i međustupanj između toga dvoje. Glavno mu je djelo: „O kontemplaciji” (De contemplatione).

### Mrežna sjedišta
- Rikard od Sv. Viktora. Hrvatska enciklopedija, mrežno izdanje. Pristupljeno 10. studenoga 2024.